# Radici Cristiane
Radici Cristiane è una rivista culturale mensile a diffusione nazionale, fondata nel 2005, di ispirazione cattolica, diretta dallo storico Roberto de Mattei.
La redazione ha sede a Roma.

## Storia
Il mensile nasce dopo la decisione di non inserire nel preambolo introduttivo della Costituzione europea un riferimento alle radici cristiane e per sostenere che non c'è futuro senza riferimenti ad esse.
Tra i suoi collaboratori abituali annovera Massimo Viglione, Francesco Mario Agnoli, Julio Loredo, Gianandrea de Antonellis, Michela Gianfranceschi, Cristina Siccardi, Corrado Gnerre, Emanuele Gagliardi e Tommaso Scandroglio.